# Pnoepyga
A Pnoepyga a madarak (Aves) osztályának a verébalakúak (Passeriformes) rendjébe, ezen belül a Pnoepygidae családba tartozó egyedüli nem. Korábban a timáliafélék (Timaliidae) családjába sorolták.

## Rendszerezésük
A nemet Brian Houghton Hodgson írta le 1844-ben, az alábbi 5 faj tartozik ide:
- Pnoepyga albiventer
- Pnoepyga formosana
- Pnoepyga immaculata
- Pnoepyga pusilla
- Pnoepyga mutica